# Кібед
Кібед (рум. Chibed) — комуна у повіті Муреш в Румунії. До складу комуни входить єдине село Кібед.
Комуна розташована на відстані 249 км на північ від Бухареста, 30 км на схід від Тиргу-Муреша, 107 км на схід від Клуж-Напоки, 109 км на північний захід від Брашова.

## Населення
У 2009 році у комуні проживали 1704 особи.

## Зовнішні посилання
- Дані про комуну Кібед на сайті Ghidul Primăriilor [Архівовано 29 лютого 2012 у Wayback Machine.]